# سالبادور غيرا ريفيرا
سالبادور غيرا ريفيرا (بالإسبانية: Salvador Guerra Rivera)‏ هو لاعب شطرنج إسباني، ولد في 10 أكتوبر 2002 في مربلة في إسبانيا.

## وصلات خارجية
- سالبادور غيرا ريفيرا على موقع الاتحاد الدولي للشطرنج (الإنجليزية)
- سالبادور غيرا ريفيرا على موقع مباريات الشطرنج (الإنجليزية)
- سالبادور غيرا ريفيرا على موقع 365Chess.com (الإنجليزية)
- سالبادور غيرا ريفيرا على موقع Chesstempo.com (الإنجليزية)